# Cianeto de cobalto(II)

Cianeto de cobalto(II) é um composto inorgânico de fórmula química Co(CN)2. É polímero de coordenação que tem atraído a atenção intermitente ao longo de muitos anos na área de síntese inorgânica e catálise homogênea.

## Utilização
Cianeto de cobalto(II) tem sido utilizado como precursor da carbonila de cobalto.